# Euphyia sturnularia
Euphyia sturnularia är en fjärilsart som beskrevs av Herrich-Schäffer 1855. Euphyia sturnularia ingår i släktet Euphyia och familjen mätare. Inga underarter finns listade i Catalogue of Life.